# يان فرانسن
يان فرانسن (بالهولندية: Jan Franssen) (ولد في 11 يونيو 1951 في هيلفرسوم) هو سياسي هولندي.
فرانسن عضو في حزب الشعب من أجل الحرية والديمقراطية. بدأ مسيرته السياسية كمستشار لهانز فيغل، بعد أن عمل سابقًا كأستاذ في التاريخ. كان فرانسن أيضًا عضوا في مجلس مدينة نيدرهورست دين برغ، زعيم البرلمان الإقليمي لمقاطعة شمال-هولندا وعضوا في مجلس النواب (مابين 1982-1994). ما بين عامي 1994 و2000 كان فرانسن رئيس بلدية مدينة زفوله. تم تعيينه كمفوض الملك في مقاطعة جنوب هولندا في عام 2000، وهو منصب شغله حتى استقالته منه في 31 ديسمبر 2013. تم تعيينه عضوًا في مجلس الدولة الهولندي في اليوم التالي. وهو الرئيس الحالي لمنظمة "مقاطعات هولندا"، التي تهتم بالمصالح الإقليمية الهولندية.
فرانسن مثلي الجنس بشكل علني. وهو عضو سابق في الكنيسة البروتستانية الهولندية ولكنه اعتنق الكاثوليكية بتاريخ 11 أبريل عام 2009، أين وجد حسب وصفه الحب والقبول والانفتاح، وكيف أنه كونه كاثوليكيا قد تقبل مثليته الجنسية.
فرانسن هو أحد ثلاث مثليين بشكل علني شغلوا منصب مفوض الملك في هولندا، الآخران هما كليمنز كورنيليه وأرنو بروك.